# Chaetothyriomycetes
Chaetothyriomycetes Voglmayr & Jaklitsch – klasa grzybów z typu workowców (Ascomycota). Takson już nieaktualny.

## Systematyka
Według aktualizowanej klasyfikacji Index Fungorum bazującej na CABI databases Chaetothyriomycetes to takson monotypowy z jednym tylko gatunkiem:
- podklasa Chaetothyriomycetidae Doweld 2001
  - rząd Chaetothyriales M.E. Barr 1987
    - rodzina Herpotrichiellaceae Munk 1953
      - rodzaj Neoherpotrichiella Spetik, Eichmeier, Mahamedi & Berraf-Tebbal 2022
        - gatunek Neoherpotrichiella juglandicola Spetik, Eichmeier, Mahamedi & Berraf-Tebbal 2022.